# Ролл Клара Володимирівна
Клара Володимирівна Ролл (1877, Умань — 1958) — радянський український учений, хімік, професор. Перша жінка викладач хімії у Харківському університеті (1935—1954). 

## Життєпис
Клара Ролл народилася 1877 року в Умані в родині службовця. Середню освіту здобувала в Одеській жіночій гімназії, продовжила навчання на фізико-хімічному факультеті Женевському університеті, якій закінчила у 1904 році зі званням бакалавра. Під керівництвом Луї-Клода Дюпарка займалася дослідженням складу групи вапняків у Невшателі, У 1906 році здобула ступінь доктора фізичних наук.